# Léon Deloy
Léon Deloy, né le 4 février 1894 à Paris 9me  et décédé le 21 janvier 1969 à Monaco, était tireur avant-guerre spécialisé en Fosse.
Dès 1921, il obtient l'autorisation d'installer un poste d'émission amateur, sur ondes-courtes, indicatif F8AB. Le 27 novembre 1923, après plus d'une année de tentative, la première transmission transatlantique mondiale, fut enfin réalisée, entre Hartford  (Connecticut) et Nice, 55 Boulevard du Mont Boron (France) sur ondes courtes (100-195 mètres de longueurs d'onde) par Fred H. Schnell - poste américain "u1MO" et Léon Deloy poste français "f8AB". Cette première liaison par radio (TSF = Télégraphie sans fil), sur ondes courtes fut effectuée en télégraphie, et a ouvert ensuite la voie à l'usage des ondes courtes, découvert par les "radio-amateurs", aux autres utilisateurs (publics ou militaires).
Ensuite Léon Deloy, et ses confrères vont entrer en communications avec la totalité des pays du monde, jusqu'aux antipodes, en utilisant des ondes de plus en plus courtes, jusqu'à 5 mètres, y compris en téléphonie.
Pour son rôle de "pionnier" dans la découverte de l'utilisation des ondes courtes, sur proposition du Général Férrié, avec l'appui des professeurs Mesny et Guitton, il obtient la légion d'Honneur.
Toute sa vie Léon Deloy conserva et utilisa sa station radioamateur "F8AB".
Son père Georges était peintre à Nice. Il décéda en 1930.

## Palmarès

### Championnats d'Europe
- Champion d'Europe individuel en 1930 à Rome

### Jeux Olympiques
- Participation en 1924 à Paris (9e * (en)).

## Distinctions
- Légion d'honneur;
- Médaille du Soixantenaire de la Société astronomique de France, dont il fut membre fondateur dès l'âge de 10 ans, en 1904 (no 3684)[3].

Membre fondateur du Réseau des Émetteurs Français - R.E.F. - en mai 1925.
Président d'Honneur du Réseau des Émetteurs Français. (association reconnue d'utilité publique - 1952)